# Cynthia Bolingo Mbongo
Cynthia Maduengele Bolingo Mbongo (* 12. Januar 1993 in Uccle/Ukkel) ist eine belgisch-kongolesische Leichtathletin, die sich auf den Sprint spezialisiert hat. Sie ist aktuell Inhaberin des belgischen Landesrekordes im 400-Meter-Lauf.

## Sportliche Laufbahn
Erste internationale Erfahrungen sammelte Cynthia Bolingo Mbongo im Jahr 2011, als sie bei den Junioreneuropameisterschaften in Tallinn mit der belgischen 4-mal-100-Meter-Staffel in 45,15 s den fünften Platz belegte. 2013 schied sie bei den U23-Europameisterschaften in Tampere im 200-Meter-Lauf mit 23,96 s im Vorlauf aus und wurde mit der belgischen Stafette in der Vorrunde disqualifiziert. Anschließend gewann sie bei den Spielen der Frankophonie in Nizza in 24,08 s die Bronzemedaille über 200 Meter hinter der Kanadierin Crystal Emmanuel und Léa Sprunger aus der Schweiz und mit der wallonischen 4-mal-100-Meter-Staffel siegte sie in 44,70 s. 2015 belegte sie bei den U23-Europameisterschaften in Tallinn im 400-Meter-Lauf in 52,82 s den achten Platz und nahm anschließend über 200 Meter an den Weltmeisterschaften in Peking teil und schied dort mit 23,45 s in der Vorrunde aus. Im Jahr darauf nahm über 200 Meter an den Olympischen Spielen in Rio de Janeiro teil und scheiterte dort mit 23,98 s in der ersten Runde.
2017 erreichte sie bei der Sommer-Universiade in Taipeh das Halbfinale über 200 Meter und schied dort mit 24,80 s aus. Auch bei den Europameisterschaften im darauffolgenden Jahr in Berlin schied sie mit 51,92 s im Halbfinale über 400 Meter aus und belegte mit der belgischen 4-mal-400-Meter-Staffel in 3:27,69 min den vierten Platz. 2019 gewann sie dann bei den Halleneuropameisterschaften in Glasgow in 51,62 s die Silbermedaille über 400 Meter hinter der Schweizerin Sprunger und wurde mit der Staffel in 3:32,46 min Fünfte. 2020 stellte sie bei der Nacht van de Atletiek mit 36,54 s einen neuen Landesrekord über 300 Meter auf und 2021 schied sie bei den Halleneuropameisterschaften in Toruń mit 53,74 s im Halbfinale aus. Anfang Mai belegte sie bei den World Athletics Relays in Chorzów in 3:17,92 min den vierten Platz in der Mixed-Staffel und der Frauenstaffel verhalt sie zum Finaleinzug. Über 400 Meter qualifizierte sie sich für die Olympischen Sommerspiele in Tokio, konnte dort aber kurzfristig nicht an den Start gehen. Im Jahr darauf belegte sie bei den Europameisterschaften in München in 50,94 s den siebten Platz über 400 Meter und gelangte im Staffelbewerb mit 3:22,12 min auf den vierten Platz.
2023 wurde sie bei der 1. Liga der Team-Europameisterschaft im Zuge der Europaspiele in Chorzów in 50,05 s Dritte über 400 Meter und gelangte mit der Mixed-Staffel mit 3:12,97 min auf den zweiten Platz und sicherte sich damit ligenübergreifend die Bronzemedaille hinter den Teams aus Tschechien und Polen. Anschließend gelangte sie bei den Weltmeisterschaften in Budapest mit neuem Landesrekord von 49,96 s bis ins Finale und belegte dort in 50,33 s den fünften Platz. Im Jahr darauf belegte sie bei den Hallenweltmeisterschaften in Glasgow mit neuem Landesrekord von 3:28,05 min den vierten Platz im Staffelbewerb. Im Juni gewann sie mit der Frauenstaffel in 3:22,95 min gemeinsam mit Naomi Van Den Broeck, Imke Vervaet und Helena Ponette die Bronzemedaille hinter den Teams aus den Niederlanden und Irland. Anschließend schied sie bei den Olympischen Sommerspielen in Paris in der ersten Runde über 400 Meter aus.
In den Jahren 2017 und 2018 wurde Bolingo belgische Meisterin über 200 Meter sowie 2017 auch im 100-Meter-Lauf. Zudem wurde sie 2015, 2019 und 2021 Hallenmeisterin über 400 Meter.

## Persönliche Bestleistungen
- 100 Meter: 11,28 s (+1,1 m/s), 19. Juni 2021 in Nivelles
  - 60 Meter (Halle): 7,25 s, 26. Februar 2022 in Louvain-la-Neuve
- 200 Meter: 22,79 s (+1,2 m/s), 19. Juni 2021 in Nivelles
  - 200 Meter (Halle): 24,92 s, 20. Februar 2011 in Gent (kongolesischer Rekord)
- 300 Meter: 36,47 s, 6. August 2022 in Löwen (belgischer Rekord)
  - 300 Meter (Halle): 36,69 s, 23. Februar 2019 in Gent
- 400 Meter: 49,96 s, 21. August 2023 in Budapest (belgischer Rekord)
  - 400 Meter (Halle): 51,62 s, 2. März 2019 in Glasgow (belgischer Rekord)
- 100 m Hürden: 13,97 s (−0,6 m/s), 21. Mai 2011 in Herve (kongolesischer Rekord)
  - 60 m Hürden (Halle): 8,38 s, 29. Januar 2011 in Gent (kongolesischer Rekord)